# Färöische Fußballmeisterschaft 2000
Die Färöische Fußballmeisterschaft 2000 wurde in der 1. Deild genannten ersten färöischen Liga ausgetragen und war insgesamt die 58. Saison. Sie startete am 24. April 2000 und endete am 30. September 2000.
Aufsteiger FS Vágar kehrte nach zwei Jahren in die höchste Spielklasse zurück. Meister wurde VB Vágur, die den Titel somit zum ersten Mal erringen konnten. Titelverteidiger KÍ Klaksvík landete auf dem fünften Platz. Absteigen musste hingegen SÍ Sumba nach drei Jahren Erstklassigkeit.
Im Vergleich zur Vorsaison verbesserte sich die Torquote auf 4,01 pro Spiel, was nach 1998 und 1976 den dritthöchsten Schnitt seit Einführung der 1. Deild bedeutete. Den höchsten Sieg erzielte B36 Tórshavn mit einem 11:1 im Heimspiel gegen SÍ Sumba am vierten Spieltag. Dies war zugleich das torreichste Spiel.

## Modus
In der 1. Deild spielte jede Mannschaft an 18 Spieltagen jeweils zwei Mal gegen jede andere. Die punktbeste Mannschaft zu Saisonende stand als Meister dieser Liga fest, die letzte Mannschaft stieg in die 2. Deild ab. Der Neuntplatzierte musste zudem noch zwei Relegationsspiele gegen den Zweitplatzierten der 2. Deild um den Verbleib in der 1. Deild austragen.

## Saisonverlauf

### Meisterschaftsentscheidung
Der erste Tabellenführer war B36 Tórshavn. Nach fünf Siegen in Folge setzte es gegen KÍ Klaksvík mit 1:2 im Heimspiel die erste Niederlage. Vom achten Spieltag an kassierte B36 vier Niederlagen in Folge, ab dem neunten Spieltag stand somit HB Tórshavn, die bis zu diesem Zeitpunkt nur eine Niederlage kassiert hatten, an der Spitze, während der Lokalrivale bis zum vierten Platz durchgereicht wurde. Nachdem HB am zwölften Spieltag zu Hause mit 2:5 gegen NSÍ Runavík verloren hatte, wechselte die Führung zu VB Vágur. Dies währte jedoch nur kurz, da auch VB am nächsten Spieltag mit 0:4 bei NSÍ verlor. Am 14. Spieltag standen dann B68 Toftir und HB Tórshavn punktgleich an der Spitze, an den nächsten beiden Spieltagen war dann HB wieder alleiniger Tabellenführer. Durch ein 1:1 bei B68 wurde diese jedoch wieder verspielt und VB Vágur errang durch ein 3:2 bei GÍ Gøta wieder Platz eins. Diesen gaben sie auch nicht mehr ab. Am letzten Spieltag fiel die Entscheidung um die Meisterschaft. Da sowohl der Zweitplatzierte HB Tórshavn, die beim 3:1-Auswärtssieg gegen SÍ Sumba in der 19. Minute in Rückstand gerieten, diesen aber noch vor der Pause drehen konnten, als auch VB Vágur, die mit 2:1 bei B36 Tórshavn siegreich waren und ihre in der 18. Minute erzielte Führung nicht mehr abgaben, ihre Spiele gewinnen konnten, blieb es bei dieser Tabellenkonstellation.

### Abstiegskampf
SÍ Sumba stand bereits am zweiten Spieltag am Tabellenende, die ersten vier Spiele wurden allesamt verloren. Durch zwei 1:0-Erfolge gegen FS Vágar und B71 Sandur kletterten sie vorübergehend auf den siebten Platz, den sie jedoch aufgrund einer Reihe weiterer Niederlagen wieder verloren und erneut auf den letzten Platz abrutschten. Am 14. Spieltag wurde FS Vágar auswärts mit 2:0 bezwungen, womit beide Mannschaften die Plätze tauschten. Aus den letzten vier Partien sprang jedoch nur ein Unentschieden heraus, so dass letztendlich zum Tabellenende zurückgekehrt wurde. Am letzten Spieltag hätte ein Sieg erreicht werden müssen, um dieses verlassen zu können, was durch eine 1:3-Niederlage gegen HB Tórshavn zunichtegemacht wurde. Nach der 1:0-Führung durch Aleksandar Tomajek drehte HB noch die Partie vor der Pause.
FS Vágar befand sich die gesamte Saison über auf den letzten drei Plätzen. Nach zwei Unentschieden und fünf Niederlagen aus den ersten sieben Spielen gelang daraufhin mit einem 2:0 gegen GÍ Gøta der erste Sieg. Der Sprung auf den neunten Platz wurde erst mit einem weiteren Sieg am zehnten Spieltag vollzogen. Fünf Niederlagen in Folge ließen FS Vágar wieder den Platz mit SÍ Sumba tauschen. Am 16. Spieltag gelang ein 2:1-Sieg gegen B71 Sandur, so dass wieder der vorletzte Platz belegt wurde. Diesen konnte die Mannschaft trotz einer 4:5-Niederlage am letzten Spieltag bis zum Saisonende halten, wobei FS Vágar in diesem Spiel schon in der vierten Minute in Rückstand geriet und diesen im gesamten Spielverlauf nie egalisieren konnte. Selbst ein Sieg hätte aufgrund der weit schlechteren Tordifferenz allerdings nicht gereicht, um an B71 Sandur vorbeizuziehen, welche ihrerseits mit 1:2 gegen NSÍ Runavík verloren und in der zweiten Saisonhälfte durchgängig den achten Platz belegten.

## Abschlusstabelle
| Pl. | Verein             | Sp. | S  | U | N  | Tore    | Diff. | Punkte |
| --- | ------------------ | --- | -- | - | -- | ------- | ----- | ------ |
| 1.  | VB Vágur           | 18  | 12 | 4 | 2  | 040:220 | +18   | 40     |
| 2.  | HB Tórshavn        | 18  | 11 | 5 | 2  | 040:210 | +19   | 38     |
| 3.  | B68 Toftir         | 18  | 10 | 1 | 7  | 043:380 | +5    | 31     |
| 4.  | NSÍ Runavík        | 18  | 9  | 3 | 6  | 043:290 | +14   | 30     |
| 5.  | KÍ Klaksvík (M, P) | 18  | 9  | 3 | 6  | 042:280 | +14   | 30     |
| 6.  | B36 Tórshavn       | 18  | 9  | 1 | 8  | 049:270 | +22   | 28     |
| 7.  | GÍ Gøta            | 18  | 8  | 2 | 8  | 041:380 | +3    | 26     |
| 8.  | B71 Sandur         | 18  | 4  | 2 | 12 | 025:330 | −8    | 14     |
| 9.  | FS Vágar (N)       | 18  | 3  | 2 | 13 | 022:540 | −32   | 11     |
| 10. | SÍ Sumba           | 18  | 3  | 1 | 14 | 016:710 | −55   | 10     |

Platzierungskriterien: 1. Punkte – 2. Tordifferenz – 3. geschossene Tore

| (M) | Meister des Vorjahrs           |
| (P) | Pokalsieger des Vorjahrs       |
| (N) | Neuaufsteiger aus der 2. Deild |

## Spiele und Ergebnisse
|              | B36 | B68 | B71 | FSV | GÍ  | HB  | KÍ  | NSÍ | Sumba | VB  |
| ------------ | --- | --- | --- | --- | --- | --- | --- | --- | ----- | --- |
| B36 Tórshavn |     | 1:2 | 2:4 | 6:1 | 3:1 | 1:3 | 1:2 | 5:0 | 11:10 | 1:2 |
| B68 Toftir   | 1:3 |     | 3:1 | 2:0 | 3:7 | 1:1 | 6:1 | 2:0 | 5:1   | 1:2 |
| B71 Sandur   | 1:2 | 2:3 |     | 3:0 | 2:2 | 0:1 | 0:4 | 1:2 | 3:0   | 1:2 |
| FS Vágar     | 1:3 | 3:2 | 2:1 |     | 2:0 | 0:2 | 4:5 | 3:3 | 0:2   | 2:2 |
| GÍ Gøta      | 1:0 | 1:2 | 5:3 | 5:1 |     | 1:2 | 0:0 | 1:0 | 2:0   | 2:3 |
| HB Tórshavn  | 2:2 | 3:4 | 1:0 | 4:1 | 5:0 |     | 1:0 | 2:5 | 5:1   | 2:2 |
| KÍ Klaksvík  | 2:1 | 4:1 | 2:1 | 4:1 | 2:1 | 1:2 |     | 0:1 | 9:0   | 2:2 |
| NSÍ Runavík  | 2:3 | 3:0 | 1:1 | 3:1 | 3:4 | 1:1 | 2:1 |     | 6:1   | 4:0 |
| SÍ Sumba     | 0:4 | 1:4 | 1:0 | 1:0 | 2:5 | 1:3 | 3:3 | 0:6 |       | 1:2 |
| VB Vágur     | 1:0 | 4:1 | 0:1 | 6:0 | 5:3 | 0:0 | 1:0 | 3:1 | 3:0   |     |

## Relegation
Die beiden Relegationsspiele zwischen dem Neunten der 1. Deild und dem Zweiten der 2. Deild wurden am 7. und 10. Oktober 2000 ausgetragen.
| Datum                                    |                 | Ergebnis  |                 | Tore |
| ---------------------------------------- | --------------- | --------- | --------------- | --- |
| 7. Oktober 2000                          | ÍF Fuglafjørður | 2:2 (2:1) | FS Vágar        | 1:0 Bárður á Lakjuni (35., Elfmeter), 1:1 Eyðfinn Fjallsbak (44.), 2:1 Bárður á Lakjuni (45.), 2:2 Eyðfinn Fjallsbak (49.) |
| 10. Oktober 2000                         | FS Vágar        | 2:0 (0:0) | ÍF Fuglafjørður | 1:0 Hannus Olsen (85.), 2:0 Igor Kirilovas (89.)                                                                           |
| Gesamt:                                  | ÍF Fuglafjørður | 2:4       | FS Vágar        | |
| Damit verblieb FS Vágar in der 1. Deild. |                 |           |                 | |

## Torschützenliste
Bei gleicher Anzahl von Treffern sind die Spieler nach dem Nachnamen alphabetisch geordnet.
| Platz | Spieler                  | Mannschaft  | Tore |
| ----- | ------------------------ | ----------- | ---- |
| 1     | Súni Fríði Johannesen    | B68 Toftir  | 16   |
| 2     | Marcello Marcelino       | B68 Toftir  | 15   |
| 3     | Krzysztof Popczynski     | VB Vágur    | 14   |
| 4     | Súni Olsen               | GÍ Gøta     | 13   |
| 5     | Andrew av Fløtum         | HB Tórshavn | 11   |
| 5     | Dánial Hansen            | NSÍ Runavík | 11   |
| 7     | Ove Nysted               | HB Tórshavn | 10   |
| 8     | Robert Cieślewicz        | VB Vágur    | 09   |
| 8     | Christian Høgni Jacobsen | NSÍ Runavík | 09   |
| 10    | Jón Rói Jacobsen         | NSÍ Runavík | 08   |

Dies war nach 1995 der zweite Titel für Súni Fríði Johannesen.

## Trainer
| Mannschaft   | Trainer              | Spieltage |
| ------------ | -------------------- | --------- |
| B36 Tórshavn | Per Olov Andersson   | 01–14     |
| B36 Tórshavn | Piotr Krakowski      | 15–18     |
| B68 Toftir   | Jóannes Jakobsen     | 01–18     |
| B71 Sandur   | Per Langvad          | 01–18     |
| FS Vágar     | Kęstutis Latoža      | 01–18     |
| GÍ Gøta      | Jóhan Nielsen        | 01–18     |
| HB Tórshavn  | Ion Geolgău          | 01–18     |
| KÍ Klaksvík  | Tomislav Sivić       | 01–18     |
| NSÍ Runavík  | Trygvi Mortensen     | 01–18     |
| SÍ Sumba     | Milan Ćimburović     | 01–15     |
| SÍ Sumba     | Magni Eystan Á       | 16–18     |
| VB Vágur     | Krzysztof Popczynski | 01–18     |

Insgesamt zwei Teams wechselten Trainer aus. SÍ Sumba verschlechterte sich nach dem Wechsel um eine Position auf den letzten Platz, B36 Tórshavn fiel vom vierten auf den sechsten Platz.

## Spielstätten
In Klammern sind bei mehreren aufgeführten Stadien die Anzahl der dort ausgetragenen Spiele angegeben.
| Mannschaft   | Stadion              | Spielort   |
| ------------ | -------------------- | ---------- |
| B36 Tórshavn | Gundadalur           | Tórshavn   |
| B68 Toftir   | Svangaskarð (8)      | Toftir     |
| B68 Toftir   | Tofta Leikvøllur (1) | Toftir     |
| B71 Sandur   | Inni í Dal           | Sandur     |
| FS Vágar     | Á Dungasandi         | Sørvágur   |
| GÍ Gøta      | Sarpugerði           | Norðragøta |
| HB Tórshavn  | Gundadalur           | Tórshavn   |
| KÍ Klaksvík  | Við Djúpumýrar       | Klaksvík   |
| NSÍ Runavík  | Við Løkin            | Runavík    |
| SÍ Sumba     | Á Krossinum          | Sumba      |
| VB Vágur     | Á Eiðinum            | Vágur      |

## Schiedsrichter
Folgende Schiedsrichter leiteten die 90 Erstligaspiele:
| Name                 | Stammverein    | Spiele |
| -------------------- | -------------- | ------ |
| Lassin Isaksen       | KÍ Klaksvík    | 15     |
| Niklas á Líðarenda   | GÍ Gøta        | 14 1   |
| Sune Johansen        | SÍF Sandavágur | 12     |
| Jens Petur Brattalíð | VB Vágur       | 11 1   |
| Petur Skarðenni      | LÍF Leirvík    | 09     |
| Petur Reinert        | LÍF Leirvík    | 07     |
| Birgir Sondum        | B36 Tórshavn   | 07     |
| Oddmar Andreasen     | HB Tórshavn    | 04     |
| Kim Ejdesgaard       | Fram Tórshavn  | 04     |
| Tummas Pauli Olsen   | GÍ Gøta        | 04     |
| Regin Egholm         | B36 Tórshavn   | 02     |
| Lars Müller          | Royn Hvalba    | 01     |

## Die Meistermannschaft
In Klammern sind die Anzahl der Einsätze sowie die dabei erzielten Tore genannt.
| 1. | VB Vágur |
|    | Palli Augustinussen (17/1) \| Robert Cieślewicz (17/9) \| Hans Pauli Dahl (1/0) \| Jón Gærdbo (11/0) \| Tórður Holm (17/3) \| Eyðun Jacobsen (18/0) \| Magni Jacobsen (15/0) \| Bjarni Johansen (18/0) \| Eyðun Kjærbo (7/0) \| Janus Mohr Kjærbo (9/0) \| Milan Kuljić (15/3) \| Kári í Lágabø (4/0) \| Michael Berg í Lágabø (16/1) \| Jón Pauli Olsen (18/7) \| Krzysztof Popczynski (18/14) \| Marner Richard (1/0) \| Petur Óli Samuelsen (9/0) \| Predrag Živković (16/1) ohne Einsatz: Heini Jacobsen \| Finnbogi Olsen - Trainer: Krzysztof Popczynski |

## Auszeichnungen
Nach dem Saisonende gaben die Kapitäne und Trainer der zehn Ligateilnehmer sowie Pressemitglieder ihre Stimmen zur Wahl der folgenden Auszeichnungen ab:
- Spieler des Jahres: Rúni Nolsøe (HB Tórshavn)
- Torhüter des Jahres: Bjarni Johansen (VB Vágur)
- Abwehrspieler des Jahres: Predrag Zivkovic (VB Vágur)
- Mittelfeldspieler des Jahres: Rúni Nolsøe (HB Tórshavn)
- Stürmer des Jahres: Marcello Marcelino (B68 Toftir)
- Trainer des Jahres: Krzystof Popczynski (VB Vágur)
- Nachwuchsspieler des Jahres: Jón Rói Jacobsen (HB Tórshavn)

## Nationaler Pokal
Im Landespokal gewann GÍ Gøta mit 1:0 gegen HB Tórshavn. Meister VB Vágur schied im Halbfinale mit 2:6 und 1:2 gegen HB Tórshavn aus.

## Europapokal
2000/01 spielte KÍ Klaksvík als Meister des Vorjahres in der Qualifikation zur Champions League gegen Roter Stern Belgrad (Serbien und Montenegro). Das Hinspiel wurde mit 0:3 verloren, das Rückspiel mit 0:2.
GÍ Gøta spielte in der Qualifikation zum UEFA-Pokal. Im Heimspiel gegen IFK Norrköping (Schweden) verlor GÍ mit 0:2, das Rückspiel wurde mit 1:2 verloren.
B36 Tórshavn spielte als Pokalfinalist des Vorjahres ebenfalls in der Qualifikation zum UEFA-Pokal. B36 verlor auswärts bei AB Kopenhagen (Dänemark) mit 0:8, das Rückspiel endete mit 0:1.
HB Tórshavn nahm am UI-Cup teil. Das Hinspiel in der ersten Runde gegen FC Tatabánya (Ungarn) wurde mit 0:4 verloren, das Rückspiel mit 0:3.